# Estêvão, Palatino da Hungria
Estêvão Francisco Vítor da Áustria (em alemão: Stephan Franz Viktor von Österreich; húngaro: Habsburg–Lotaringiai István Ferenc Viktor; Budapeste, 14 de setembro de 1817 – Menton, 19 de fevereiro de 1867) foi um membro da Casa de Habsburgo-Lorena e Palatino da Hungria de 1847 até 1848.

## Biografia
Ele era o filho do arquiduque José, Palatino da Hungria e Hermínia de Anhalt-Bernburg-Schaumburg-Hoym. Sua mãe faleceu pouco tempo depois de dar à luz a ele e a sua irmã gêmea, a arquiduquesa Hermínia da Áustria. Ele foi criado por sua madrasta, Maria Doroteia de Württemberg.
Ele passou grande parte de sua infância em Budapeste e na propriedade da família em Alcsút e recebeu uma excelente educação. Ele estava interessado particularmente em Ciência política, que ele também estudou mais tarde em Viena.

### Carreira militar
Ele ganhou o posto de Tenente marechal de Campo a serviço do Exército Austríaco. De 1839 a 1841 ele frequentou a Corte em Viena. Em 1841, ele viajou através dos diferentes países do Império, o Reino da Boêmia, o Reino da Lombardia-Venécia, Tirol, Módena e Toscana. Em 1843, o imperador Fernando I da Áustria o nomeou Governador da Boêmia. Ele permaneceu nesse cargo até janeiro de 1847, quando o seu pai faleceu e ele herdou o título de Conde Palatino da Hungria.
Ele foi o último dos Condes Palatinos, pois morreu solteiro e sem herdeiros.